# Kahlan Amnell
Kahlan Amnell è un personaggio immaginario della serie fantasy di genere sword and sorcery de La spada della verità creata dallo scrittore statunitense Terry Goodkind. Kahlan è la Madre Depositaria, nonché l'ultima Depositaria superstite, e proviene dalle Terre Centrali. La sua carica la porta ad essere la governante sovranazionale delle varie entità che costituiscono le Terre Centrali. Kahlan è interpretata dall'attrice Bridget Regan nella serie televisiva La spada della verità.

## Biografia

### Nei romanzi

#### Origini
I genitori di Kahlan sono una Depositaria - il cui nome non viene rivelato - ed il suo compagno, Wyborn Amnell, re e generale di Galea, una delle nazioni appartenenti all'alleanza delle Terre Centrali. Dalla madre Kahlan impara i doveri legati alla natura di Depositaria, dal padre la lotta e la strategia. Quando è stato scelto come compagno dalla madre di Kahlan e quindi da lei confessato, re Wyborn era già sposato con l'allora regina di Galea, Bernadine, ed aveva due figli, Cyrilla e Harold. Quando la madre di Kahlan contrae una grave malattia, apprendendo che sarebbe deceduta a breve, re Wyborn muore di dolore. Kahlan viene quindi affidata ad un'altra Depositaria, la cui figlia, Dennee, diventa sua sorella adottiva. Da adulta, Kahlan viene nominata Madre Depositaria e, nonostante la giovane età, svolge il proprio incarico con fermezza e autorità. Cionondimeno, non riesce ad impedire l'ascesa del mago Darken Rahl, Maestro del D'Hara, che tra l'altro fa perseguitare le Depositarie, finché Kahlan Amnell non rimane l'ultima superstite del proprio ordine.

#### DaLa prima regola del magoaScontro finale
All'inizio della storia, Kahlan Amnell parte per i Territori Occidentali alla ricerca del Primo Mago, l'unico che può aiutare le Terre Centrali contro l'aggressione del malvagio Darken Rahl. Inseguita da un'unità speciale di soldati d'hariani (un "quadrato"), la ragazza viene aiutata da Richard Cypher a sbarazzarsene. Kahlan nasconde la sua natura di Depositaria al ragazzo, certa che, una volta saputa la verità, lui non la vorrà più come amica. Richard presenta Kahlan al suo amico Zedd, che si rivela essere proprio il Primo Mago, a cui Kahlan chiede di nominare un nuovo Cercatore della Verità, l'unico in grado di contrastare l'aggressione di Darken Rahl. Zedd sceglie Richard e insieme partono per il Confine, per entrare nelle Terre Centrali. Richard e Kahlan devono proseguire da soli, poiché Zedd è stato colpito da una delle creature del Confine. Nelle Terre Centrali, Kahlan conduce Richard presso il Popolo del Fango, che li indirizza dalla strega Shota. Nel frattempo, i due giovani si sono innamorati, ma non possono consumare il loro amore perché il potere di Kahlan annullerebbe completamente la volontà di Richard, trasformandolo in un suo schiavo. Arrivati al Pozzo di Agaden, dove vive Shota, la strega rivela a Richard che Kahlan userà il suo potere contro di lui e li invia a Tamarang, dove si trova la Terza Scatola dell'Orden, un manufatto magico che non deve cadere nelle mani di Darken Rahl. Durante il viaggio, Kahlan confessa a Richard il suo segreto, quando improvvisamente il ragazzo viene catturato da una Mord-Sith. Durante le settimane della sua prigionia, Kahlan lo cerca, finché Demmin Nass, servitore di Darken Rahl, la informa che Richard è stato torturato e ucciso. La Depositaria scatena così il Con Dar, la Furia del Sangue, una potente magia da Depositaria che non dovrebbe avere imparato. Uccisi Nass e i suoi uomini e raggiunto il Palazzo del Popolo, sorprende Darken Rahl che sta per aprire l'unica tra le scatole dell'Orden che gli consentirebbero di assumere poteri magici inimmaginabili e lo confessa con i suoi poteri. Si trattava però in realtà di Richard, il cui aspetto era dissimulato da un incantesimo, e che, per impedire che la sua nuova padrona venga uccisa, aiuta il vero Darken Rahl ad aprire la scatola dell'Orden giusta. Darken Rahl viene però inghiottito nel Mondo Sotterraneo: Richard rivela infatti a Kahlan di poter resistere al suo potere perché il suo amore è più forte e di aver solo finto di essere sotto il suo comando.
Dopo la sconfitta di Darken Rahl, Richard e Kahlan tornano dal Popolo del fango, dove il Cercatore le chiede di sposarlo. I loro progetti sono però posticipati a causa dell'arrivo delle Sorelle della Luce, che vogliono insegnare a Richard a utilizzare il dono della magia che possiede e che, se non controllato, lo ucciderebbe. Il Cercatore non vuole seguirle, ma Kahlan, dopo aver parlato con lo spirito di Denna, lo convince a seguirle, anche a costo di farsi odiare da lui. Successivamente parte per Aydindril con Chandalen, Tossidin e Prindin, alcuni soldati del Popolo del fango. Durante il viaggio, visita Ebinissia, capitale della Galea, scoprendo che tutti gli abitanti sono stati uccisi. Kahlan raggiunge un esercito di 5.000 reclute galeane che vogliono vendicare gli abitanti di Ebinissia e con loro organizza una strategia per diminuire le forze dei 50.000 soldati dell'Ordine Imperiale. Al termine del combattimento, viene avvelenata da Prindin, che li tradisce: Kahlan riesce a ucciderlo e Chandalen la cura. Raggiunge poi Aydindril, caduta nelle mani dell'Ordine Imperiale, dove viene accusata di tradimento verso le Terre Centrali e condannata alla decapitazione. La Depositaria viene privata del suo potere e imprigionata, ma, dopo aver capito che possiede ancora il suo tocco, viene liberata da Chandalen e i due si rifugiano a casa di una loro alleata, lady Jebra. Raggiunta in città da Zedd, Kahlan gli confessa di aver costretto Richard a seguire le Sorelle della Luce: il mago, furioso, reitera la sua condanna e la consegna al Concilio, che, il giorno del solstizio d'inverno, la giustizia. In realtà, si tratta di una finta morte, causata dall'incantesimo di morte che Zedd le ha scagliato contro per far credere ai suoi nemici di averla eliminata. Dopo essere stata nominata nuova regina di Galea da Cyrilla, la Depositaria si riunisce a Richard in un luogo fuori dal tempo creato da Denna.
Mentre viaggia con Zedd verso Ebinissia, protetta dall'incantesimo di morte che fa credere a tutti che lei sia semplicemente la regina della Galea, riceve un messaggio di Richard che le chiede di tornare ad Aydindril. Mentre torna indietro, però, l'incantesimo di morte viene annullato e Tobias Brogan, lord generale della Stirpe dei Fedeli, le mette un Rada'Han al collo e la rapisce, conducendola al Palazzo dei Profeti. Nel frattempo, la Depositaria viene nominata regina del Kelton da Richard. Kahlan riesce a liberarsi e incontra Verna, Sorella della Luce amica del Cercatore, e poi Richard, arrivato per salvarla. Il ragazzo le toglie il Rada'Han che ne blocca i poteri e, dopo aver fatto esplodere il Palazzo, tornano ad Aydindril attraverso la sliph, una creatura di mercurio, per combattere l'invasione di mriswith. Kahlan distrugge le uova delle creature e aiuta il Cercatore a sconfiggere i mriswith, nonostante le avesse ordinato di restare al sicuro.
Tornata la pace, Kahlan resta al Palazzo delle Depositarie per organizzare il matrimonio con Richard e, intanto, accogliere le dichiarazioni di resa degli altri regni. Presto, però, arriva ad Aydindril Nadine, vecchia amica di Richard, che sostiene che il ragazzo deve sposarsi con lei: in realtà, è stata indotta in errore da Shota, che vuole impedire il matrimonio tra la Depositaria e il Cercatore perché daranno alla luce un pericoloso figlio maschio. Nadine resta come ospite al Palazzo, ma i rapporti tra lei e Kahlan non sono dei migliori. Nel frattempo, Marlin Pickard, un mago, si introduce nel Palazzo dichiarando di voler uccidere Kahlan e Richard. Catturato e imprigionato, la sua mente viene sopraffatta dall'imperatore Jagang, che riesce a farlo fuggire. Dopo un lungo inseguimento nelle fogne, la Madre Depositaria riesce ad ucciderlo. Prima di morire, Jagang le rivela una profezia molto potente secondo la quale lei tradirà Richard, mentre la peste arriva ad Aydindril, scatenata da Marlin e da Amelia, una Sorella dell'Oscurità. La profezia sembrerebbe legata allo scomparso Tempio dei Venti e Kahlan si reca nel Mastio del Mago alla ricerca di alcuni documenti che potrebbero aiutarli a trovarlo. Qui scopre che la sliph è ancora viva e si fa accompagnare al Pozzo di Agaden per vendicarsi di Shota, che ha mandato Nadine da Richard. La strega le spiega che la peste è stata causata da un libro rubato dal Tempio dei Venti, e che ha avuto una visione del futuro in cui lei e Richard si sposeranno con altre persone, quindi ha voluto portare al Cercatore una persona che conoscesse, mentre per Kahlan non ha potuto fare niente. Tornata ad Aydindril, gli Andoliani portano un messaggio del Tempio: per entrare nell'edificio, dovrà sposare Drefan Rahl, fratellastro guaritore di Richard, mentre quest'ultimo prenderà in sposa Nadine. Sul monte Kymermosst la ragazza si sposa con Drefan e, come richiesto dagli spiriti, perde la propria magia e giace con lui, scoprendo però che si tratta del suo amato. Il Cercatore entra nel Tempio sentendosi tradito da lei, che ha fatto l'amore con lui appassionatamente pensando che fosse Drefan. Questi si rivela un marito autoritario, violento e malvagio, e uno spietato squartatore di prostitute che ha ucciso anche Nadine. Richard torna dal Tempio malato di peste, perché questo è il prezzo che gli spiriti hanno richiesto per farlo uscire. Kahlan riesce a recuperare il libro che ha dato inizio al contagio e a distruggerlo, salvando il Cercatore, ma viene catturata da Drefan che, prima di essere ucciso dalla sliph, le rompe la schiena. Guarita da Richard e recuperati i suoi poteri, si sposa con l'amato presso il Popolo del Fango, ricevendo in regalo da Shota una pietra nera per impedirle di concepire.
Poco dopo, Kahlan scopre che per salvare Richard dalla peste ha liberato i tre Rintocchi, creature magiche che rubano la magia. Inizialmente scettica, è costretta a ricredersi quando uno di loro la chiama "Madre", considerandola tale perché è stata lei a renderli liberi. Con l'amato parte per Anderith, dove furono rinchiusi i Rintocchi, per bandirli di nuovo. Durante il viaggio scopre di essere rimasta incinta perché, in mancanza di magia, la pietra di Shota non ha funzionato: decide di abortire, ma prima di riuscirci viene picchiata a sangue in un campo da alcuni servi di Anderith, alleato con l'Ordine Imperiale, e uccisa. Richard la salva con il respiro della vita insegnatogli dalle Mord-Sith, senza però riconoscerla. Quando si rende conto di chi sia realmente, e saputo che Kahlan ha perso il bambino a causa delle percosse, bandisce i Rintocchi per poter utilizzare la magia per guarirla. Sulla donna, tuttavia, grava un incantesimo delle Sorelle dell'Oscurità, che la ucciderebbe se lui utilizzasse la magia su di lei: deve quindi aspettare che si riprenda da sola.
Kahlan trascorre molti mesi nei Territori dell'Ovest, con Richard e Cara, e guarisce. La donna cerca anche di convincere il marito a tornare in guerra, ma invano. Poco prima dell'inverno, il gruppo viene raggiunto da Sorella Nicci, che lega Kahlan a sé con un incantesimo di maternità: da quel momento in avanti, alla Depositaria succederà tutto quello che accadrà a lei. In questo modo, riesce a portare via Richard per farsi proteggere, imponendo a Kahlan e Cara di non seguirli se non vogliono che la Madre Depositaria muoia. Nonostante il marito glielo abbia vietato, Kahlan raggiunge le truppe per distruggere l'Ordine Imperiale e si impegna duramente nella lotta. La Galea si ritira dalla guerra e questo porta all'uccisione, davanti ai suoi occhi, del fratellastro Harold. Trascorso un anno, per caso, grazie ad un soldato dell'Ordine, riesce a sapere che Richard si trova ad Altur'Rang, nel Vecchio Mondo, e lo raggiunge. Qui lo trafigge per sbaglio con la Spada della Verità, convinta che sia un nemico, ma Nicci lo salva, sciogliendo Kahlan dall'incantesimo per salvargli la vita. Permette poi ai due coniugi di tornare insieme.
Mentre sono ancora nel Vecchio Mondo, Kahlan viene sorpresa e addormentata da Oba Rahl, fratellastro di Richard, che la rapisce per farla diventare sua sposa e la porta ai Pilastri della Creazione. Qui viene salvata dagli sforzi congiunti di Richard e sua sorella Jennsen Rahl. Poco dopo scopre che, dopo aver liberato i Rintocchi alcuni anni prima, il regno di Bandakar, in cui non esiste la magia, è rimasto vulnerabile. Richard viene avvelenato dai Bandakariani per convincerlo ad aiutarli contro l'Ordine Imperiale che li ha invasi, e Kahlan segue il marito. L'ultima razione dell'antidoto cade nelle mani dell'Ordine e la Madre Depositaria decide di consegnarsi per salvare Richard, che torna però a riprenderla. Successivamente, la Madre Depositaria viene rapita nottetempo dalle Sorelle dell'Oscurità, che con l'incantesimo della Catena di fuoco cancellano il suo ricordo dalla mente di tutti: solo Richard ha ancora memoria di lei, ma nessuno gli crede quando parla della sua esistenza. Kahlan stessa dimentica chi è, e crede di essere una semplice schiava delle Sorelle. Queste le ordinano di introdursi nel Palazzo del Popolo e rubare le Scatole dell'Orden per evocare il Guardiano del mondo sotterraneo. La ragazza riesce nell'impresa perché, a causa della Catena di fuoco, chiunque la guarda si dimentica subito di averla vista. Alcune persone, però, riescono inaspettatamente a vederla, a causa di un errore nella Catena. Intanto, Kahlan viene portata dalle Sorelle nel villaggio abbandonato di Caska, dove cadono in una trappola di Jagang, che le cattura. L'imperatore prende con sé la Depositaria senza però farle del male, riservando lo stupro che ha intenzione di compiere a quando avrà recuperato la memoria. Kahlan segue così l'esercito dell'Ordine fino al Palazzo del Popolo del D'Hara, dove comincia un lungo assedio. La donna resta colpita da un giocatore di Ja'La dh Jin che sembra volersi ribellare all'Ordine: a sua insaputa, si tratta di Richard, che riesce a scatenare una rivolta nel campo, permettendole così di fuggire insieme a Samuel, l'assistente di Shota, ora votato alla malvagia strega Sei. L'uomo, mentre la conduce verso Tamarang dalla sua padrona, cerca di violentarla: per difendersi, Kahlan afferra la Spada della Verità che Samuel ha rubato a Richard, ricordando cosa significhi essere una Depositaria. Confessato Samuel, e prima che egli muoia, la donna scopre di essere la moglie di Richard. Incontrato quest'ultimo per caso, Kahlan si convince che lui l'abbia sposata solo per convenienza e che non la ami: Richard non fa niente per correggere questa sua idea, perché altrimenti il potere dell'Orden non riuscirebbe a ristabilire la sua memoria. Tornati al Palazzo del Popolo nel D'Hara, lord Rahl trafigge con la Spada della Verità la scatola dell'Orden corretta, ripristinando i ricordi di Kahlan, annullando la Catena di fuoco e inviando i seguaci della Fratellanza dell'Ordine in un mondo senza magia. Kahlan, infine, assiste al matrimonio di Cara e Benjamin Meiffert.

### Nella serie televisivaLa spada della verità

#### Antefatti
Sua madre morì quando Kahlan aveva cinque anni e Dennee tre. Loro padre le obbligò ad utilizzare i poteri da Depositarie per sottomettere le persone e, se le figlie si rifiutavano e tentavano di liberarsi, venivano tenute legate. Sei anni dopo, Kahlan e Dennee furono trovate da un'altra Depositaria, che le liberò e le portò dalle Sorelle della Luce.

#### Prima stagione
Kahlan e sua sorella minore Dennee cercano di lasciare le Terre Centrali, inseguite dai soldati di Darken Rahl, per trovare il Cercatore. Solo Kahlan riesce a raggiungere le Terre Occidentali, dove scopre che il Cercatore è Richard Cypher, mentre Dennee viene apparentemente uccisa prima di varcare il confine. Intrapreso il viaggio alla ricerca di Rahl per ucciderlo, insieme a Zedd e Richard, Kahlan inizia ad innamorarsi del Cercatore, ma reprime i suoi sentimenti perché, se si lasciasse andare, potrebbe perdere il controllo sui propri poteri e distruggere l'anima dell'amante, rendendolo suo schiavo. Successivamente, scopre che Dennee è ancora viva, ma incinta e prigioniera di Darken Rahl, che vuole allevare sua figlia per avere una Depositaria al suo comando. Aiutata da Richard, Kahlan libera la sorella e, insieme alle altre quattro Depositarie superstiti, l'aiuta a partorire. Dennee, però, dà alla luce, un maschio, un Depositario destinato a morire per evitare che, in età adulta, diventi malvagio. Convinta da Richard, Kahlan salva il nipote, mentre la Madre Depositaria viene uccisa dal compagno di Dennee. All'unanimità, Kahlan viene scelta come nuova Madre Depositaria. Trascorso del tempo, la ragazza viene rapita da Giller, mago del Primo Ordine al servizio di Darken Rahl, per sottrarle i poteri da Depositaria e trasferirli al suo padrone. Terrorizzata all'idea che Rahl possa Confessare Richard, Kahlan scatena inavvertitamente la Furia del sangue o Con Dar, uccidendo Giller. Libera di nuovo il Con Dar per proteggere Richard dall'attacco di un calthrop. Preoccupata dall'impossibilità di controllare una tale forza, Kahlan decide di utilizzare un Rada'Han per sigillare i propri poteri, per poi decidere di imparare ad utilizzare la Furia del sangue. Una volta scoperto che per controllare la magia dell'Orden è necessario che Richard venga confessato mentre riunisce gli scrigni, Kahlan accetta di compiere questo gesto. Tuttavia, l'intervento della Mord-Sith Cara interferisce con la magia: Richard viene teletrasportato sessanta anni nel futuro, mentre Kahlan viene catturata e i suoi poteri sigillati dal Rada'Han. Grazie alla strega Shota, apprende che l'unico modo per far tornare Richard è che si ricreeino le stesse condizioni, cioè che agiscano contemporaneamente la magia dell'Orden, della Mord'Sith e della Depositaria, ma il suo ordine è stato sterminato da Rahl. La ragazza accetta quindi di sposare Darken Rahl per dare alla luce una bambina che aiuti Richard a tornare nel passato, ma partorisce un maschio, Nicholas, il quale, raggiunti i dieci anni, inizia a mostrare i segni di un animo perverso e malvagio. Kahlan decide di ucciderlo, viene però scoperta e condannata a morte, perdendo la vita per mano di suo figlio. Riuscendo a tornare nel passato grazie all'involontario aiuto di Nicholas, Richard annulla il futuro vissuto da Kahlan.

#### Seconda stagione
Kahlan scopre che Cara, su ordine di Darken Rahl, ha assassinato sua sorella Dennee e cerca di ucciderla con la Furia del sangue, ma viene fermata da Richard, che riesce a convincerla a sopportare la sua presenza nella squadra. La ragazza scopre che al mondo esiste solo un'altra Depositaria, una giovane di nome Annabelle che è ignara dei propri poteri e che confessa per sbaglio Flynn, un ragazzo che sta viaggiando con loro alla ricerca della Pietra delle Lacrime. Annabelle decide di scappare con lui sulla costa, ma, inseguita da Richard e compagni, confessa il Cercatore: Kahlan, per liberarlo, cerca di uccidere la ragazza; poi, grazie alle parole di Richard, accetta di provare a utilizzare un manufatto magico per togliere i poteri alla ragazza, anche a costo di restare l'ultima Depositaria. Prima di perdere i poteri, Annabelle, con il consenso di Kahlan, ordina a Richard di unirsi con quest'ultima e darle una figlia, ma all'ultimo momento la Madre Depositaria capisce che sta sbagliando e si ferma. Grazie al manufatto magico, Annabelle perde i propri poteri di Depositaria e Richard viene liberato dal suo controllo. Successivamente, Kahlan e Zedd vanno ad Aydindril utilizzando l'amuleto di Oloron, ma durante il trasferimento la Depositaria si divide in due parti: una più tirannica, che segue Zedd e confessa il principe Fyren prendendolo come compagno, e un'altra senza poteri, romantica e paranoica, che resta con Richard e Cara. Zedd riesce, infine, a riunirle, ma la nuova Kahlan dimentica quello che ha vissuto mentre era separata, anche di essere stata con Richard. Più avanti, la Depositaria incorre in altri pericoli dai quali riesce a salvarsi, mentre impara a conoscere Cara e a diventarne amica. Alla vigilia del solstizio d'estate, unico giorno in cui è possibile chiudere il velo, Nicci riesce a sorprendere Kahlan e ad assorbire parte del suo Han, per poi Confessarla. Sotto la sua influenza, Kahlan utilizza la Furia del Sangue per proteggere la propria padrona e, anche dopo la morte di Nicci, il Con Dar non si placa, perché la Depositaria è stata confessata dal suo stesso potere. Spinta dalla vendetta, arriva al punto di uccidere Richard, che ha inconsapevolmente consegnato la pietra delle lacrime al Guardiano. La morte del ragazzo risveglia Kahlan dalla Confessione e le sue lacrime generano una nuova Pietra che il gruppo utilizza per chiudere lo squarcio nel velo, impedendo al Guardiano di trionfare. Zedd spiega poi a Richard e Kahlan che il loro amore è più forte dei poteri della giovane e per questo Kahlan è riuscita a liberarsi dal Con Dar. La Depositaria e il Cercatore possono così stare insieme.

## Descrizione fisica

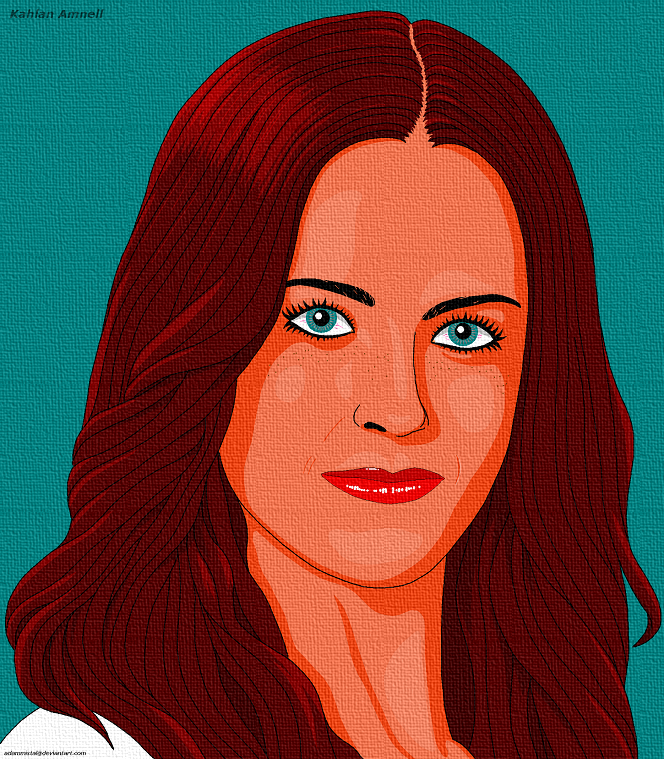
Ritratto di Kahlan Amnell

All'inizio della saga, Kahlan ha circa 25 anni di età; ha occhi verdi (azzurri nella serie TV), lunghi capelli castani, ed abitualmente veste l'abito caratteristico della Madre Depositaria: lungo, bianco, squadrato, molto semplice, ma al tempo stesso molto elegante. È descritta come una giovane donna molto attraente, allo stesso livello di Cara. La sua fluente e lunghissima chioma castana ne mostra il rango elevato (la lunghezza dei capelli, nelle Terre Centrali di cui è originaria, è indicativa dello stato sociale della donna che li porta) e, come tutte le Depositarie, le è impossibile tagliarseli da sola senza provare dolore. I suoi occhi attraggono Richard fin dal loro primo incontro. È alta e slanciata, quasi quanto Richard, quindi vicina al metro ed ottanta.

## Caratteristiche generali
Kahlan Amnell come depositaria è l'ultima della sua specie. È in grado di parlare ogni principale lingua delle Terre Centrali e la maggior parte di quelle minori. È conosciuta come una resistente camminatrice nonché veloce. Raramente qualcuno necessita di rallentare per colpa sua durante il viaggio. A causa della sua autorità e del suo potere, che supera quello di qualsiasi governante delle Terre Centrali, Kahlan è una persona abituata ad ottenere una risposta quando pone delle domande. È coraggiosa, determinata, estremamente intelligente e dotata di una grande prontezza di spirito. Ha timore del Mondo Sotterraneo e di una strega, Shota, la quale è tuttavia una paura comune alla maggior parte delle popolazioni delle Terre di mezzo.
Come tutte le Depositarie, con il suo potere crea un vincolo di amore cieco ed assoluto nella persona toccata. Kahlan può riacquistare la forza del suo potere, dopo averlo usato, con un'inusuale velocità, in un tempo che va da un'ora a due, al contrario dell'intera giornata necessaria alla maggior parte delle Depositarie. Proprio questa caratteristica l'ha portata a essere nominata Madre Depositaria in giovanissima età. Infatti il suo potere è più forte di quello delle altre e opera più profondamente, con più potenza, in colui o colei che ne viene toccato. Per questo, alcune delle persone che lei tocca sono in grado di compiere azioni molto al di là della loro consueta forza o dei limiti umani; possono morire spontaneamente se lei lo richiede. Ciò non accadrebbe con una Depositaria più debole, anche il più leggero tocco del potere di una Depositaria cancella permanentemente la libertà della vittima e la rimpiazza con l'amore e l'asservimento nei confronti di essa. Richard è immune al tocco di Kahlan per via del suo immenso amore.
Kahlan è anche in grado di invocare il Con Dar, una condizione che le permette di utilizzare sia l'energia magica del suo mondo sia quella del Mondo Sotterraneo, nonostante sua madre non abbia potuto insegnarglielo prima della sua precoce morte per malattia. L'istruzione di una Depositaria è generalmente trasmessa da madre a figlia, e quella di Kahlan è rimasta incompleta. Comunque, quando lei credette che il suo amato, Richard, fosse stato ucciso, invocò intuitivamente il Con Dar, letteralmente "furia del sangue".

## Pronuncia del nome
Il nome Kahlan è pronunciato da Goodkind /'keɪlən/ e non nel modo più intuitivo /'kɑːlən/.